# مينول (مادة متفجرة)
المينول هي مادة عسكرية متفجرة طورتها الأميرالية في وقت مبكر من الحرب العالمية الثانية من أجل زيادة الاحتياط من إمدادات مادة ثلاثي نيتروتولوين التي تُعرف باسم (بالإنجليزية: TNT)‏ ومادة RDX (بالإنجليزية: Research Department Explosive)‏ التي تُعرف أيضًا باسم المتفجرات البحثية أو سيكلو ثلاثي ميثيلين ثلاثي نيترو أمين.

## مكونات المينول
أحد أهم العناصر في مادة المينول هو الألمومنيوم والذي له دور كبير في إطالة النبضة الإنفجارية مما يجعله مثالياً للاستخدام في الأسلحة البحرية وتحت الماء مثل؛ الألغام البحرية وقنابل الأعماق والطوربيدات، حيث طُّوِرَ عنصر الألمنيوم خصيصاً لهذا الغرض.

## استخدامات المينول في المتفجرات
إن الذخائر ذوات النبضة الإنفجارية الأطول تكون أكثر تدميراً من ذوات النبضة الانفجارية العالية.  ولا يمكن استخدام عنصر المينول في الأسلحة التي يُستخدم فيها براميل البنادق مثل القذائف المدفعية بسبب خطر الانفجار عند تعرض البراميل لقوة تسارع تزيد عن 250 جي.

## صيغ المينول

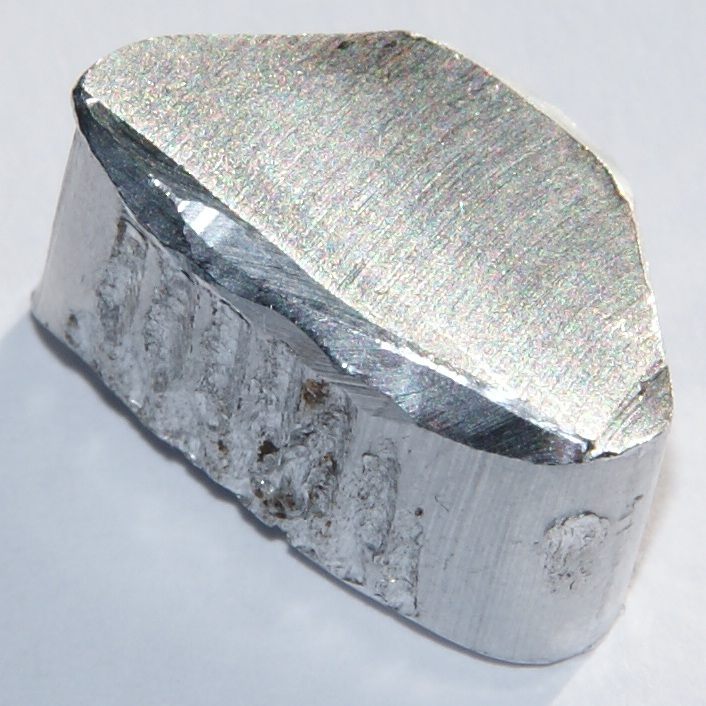
الألمنيوم هو عنصر كيميائي يرمز له بالرمز Al وعدده الذري 13 في الجدول الدوري. يتميز بخفة وزنه وقوة تحمله ومقاومته للتآكل.

فيما يلي نستعرض الصيغ التي اُستخدِمَ فيها المينول مع النسب المئوية موضحةً حسب الوزن:
- مينول-1: 48% TNT ، 42% نترات الأمونيوم (AN) و 10% من مسحوق الألمنيوم.
- مينول-2: 40% تي إن تي، 40% نترات الأمونيوم و 20% من مسحوق الألمنيوم.
- مينول-3: 42% TNT، 38% نترات الأمونيوم و 20% من مسحوق الألمنيوم. [3]

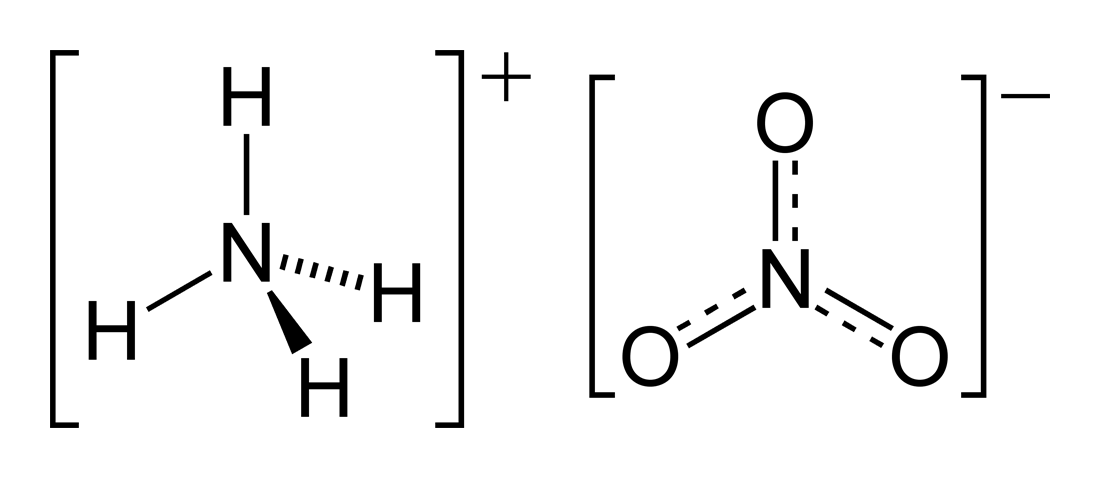
نترات الأمونيوم هي مركب كيميائي يتكون من اتحاد عنصرين رئيسيين: الأمونيوم والنترات. وصيغته الكيميائية NH₄NO₃.

نتيجةً لتفاعل مسحوق الألمنيوم الناعم مع الرطوبة والتحولات الطورية في بنية نترات الأمونيوم عانت هذه الصيغ الثلاث من المينول من التوسع والانبعاث والغازات. اُستبدِل مسحوق الألمنيوم الناعم بالخشن لزيادة استقرار المينول والعمل على زيادة إنتاجه. وتبين فيما بعد بأن رقائق الألمنيوم (مثل بُرادة الخشب والقصاصات) تُحسن الأداء وتُعطي استقراراً أكبر. اُستبدلت نترات الأمونيوم النقية بمحلول صلب يحتوي على 10% من نترات البوتاسيوم للتخلص من مشكلة عدم الإستقرار البُعدي.
وبناءً على ذلك اُعتمدت صيغة جديدة:
- مينول-4: 40% تي إن تي (مادة كيميائية)، 36% نترات الأمونيوم، 4% نترات البوتاسيوم و20% من مسحوق الألومنيوم. [4] [3]

إضافة البوتاسيوم أدت الى تقليل توسع المينول مما جعله أكثر استقراراً في مواجهة درجات تغير الحرارة مقارنة ب TNT، لكنه لم يكن حلاً لمشكلة التمدد. صيغة المينول الرابعة قابلة للتمدد والتشقق بعد دورة حرارية طويلة. وبعد إضافة نترات البوتاسيوم في المحلول الصلب أدى ذلك إلى عدم التشقق والتمدد حتى بعد استخدامه لأشهر عدة ولكن لم يتم اعتماده للإنتاج. 

## خمسينات القرن العشرين
منذ خمسينات القرن العشرين، وبسبب قِدَم مادة المينول اُستبدل ببعض المتفجرات المرتبطة بالبوليمر الحديثة بسبب إنتاجية المتفجرات المرتبطة بالبوليمر الانفجارية عالية، ولأنها مستقرة عند التخزين. وتُعد أي متفجرات يتم العثور عليها شكلاً قديماً من المتفجرات وتًعتبر ذخائر غير منفجرة ويعود تاريخها إلى ما قبل ستينات القرن العشرين.